# Mellicta demarginata
Mellicta demarginata är en fjärilsart som beskrevs av Marcel Caruel 1944. Mellicta demarginata ingår i släktet Mellicta och familjen praktfjärilar. Inga underarter finns listade i Catalogue of Life.